# Michael Fassbender
Michael Fassbender (Heidelberg, 1977. április 2. –) Golden Globe-díjra jelölt ír-német színész.

## Gyermekkora
Fassbender a nyugat-németországi Heidelbergben született. Anyja, Adele az észak-írországi Larne-ból származik, apja, Josef pedig német. Fassbender nagyapja szerint Adele üknagybátyja Michael Collins, aki forradalmi vezető volt az ír polgárháború alatt, és hozzájárult a modern ír állam megalapításához. Fassbendernek van egy nővére is, Catherine, aki neuropszichológus. Amikor Fassbender kétéves volt, az írországi Killarney-ba költöztek. Ott volt egy West End House nevű éttermük, ahol apja séfként dolgozott. Fassbendert római katolikusként nevelték, és ministráns is volt.
Középiskolai tanulmányait a killarney-i St. Brendan's College-ban végezte. 18 évesen összeállított a barátaival egy színdarabot Quentin Tarantino Kutyaszorítóban című filmjéből. 19 éves korában Londonba költözött, ahol a Drama Centre-ben tanult. Az utolsó évében abbahagyta tanulmányait – miután szerzett egy ügynököt –, és ezután az Oxford Stage Company-vel turnézott Csehov Három nővér című drámáját előadva.

## Pályafutása

### Kezdetek
Első televíziós szereplésére 2001-ben került sor a Hearts and Bones című tévésorozatban. Ezután, még 2001-ben Burton „Pat” Christenson őrmester szerepét alakította Tom Hanks és Steven Spielberg díjnyertes minisorozatában, Az elit alakulatban (Band of Brothers). Innentől egészen 2006-ig számos tévésorozatban szerepelt néhány epizód erejéig (pl. Holby Városi Kórház, Murphy törvénye, Agatha Christie: Poirot), illetve kevésbé ismert tévéfilmekben játszott kisebb-nagyobb szerepeket (pl. Az igazi Micimackó, Sherlock Holmes és a selyemharisnya esete). 2004 és 2005 között a Boszorkák (Hex) című tévésorozatban egy bukott angyalt, Azazealt alakította.
2003-ban a The Cooper Temple Clause brit együttes Blind Pilots című zeneszámához készült videóklipben Fassbender alakította a főszereplőt, aki elmegy szórakozni a bárataival, és a barátnőjétől kapott nyaklánc miatt először szatírrá, majd a klip végére kecskévé változik.
2006-ban az Edinburgh-i Alternatív Művésztalálkozó és Fesztiválon Fassbender Michael Collinsként szerepelt az Allegiance című színdarabban; ebben Mel Smith alakította Winston Churchill szerepét.
2007-ben egy festőt alakított François Ozon Angel című filmjében, amelynek középpontjában egy tehetségtelen, de mégis sikeres írónő (Romola Garai) áll. Szintén 2007-ben szerepelt a Wedding Belles című tévéfilmben is.

### Siker

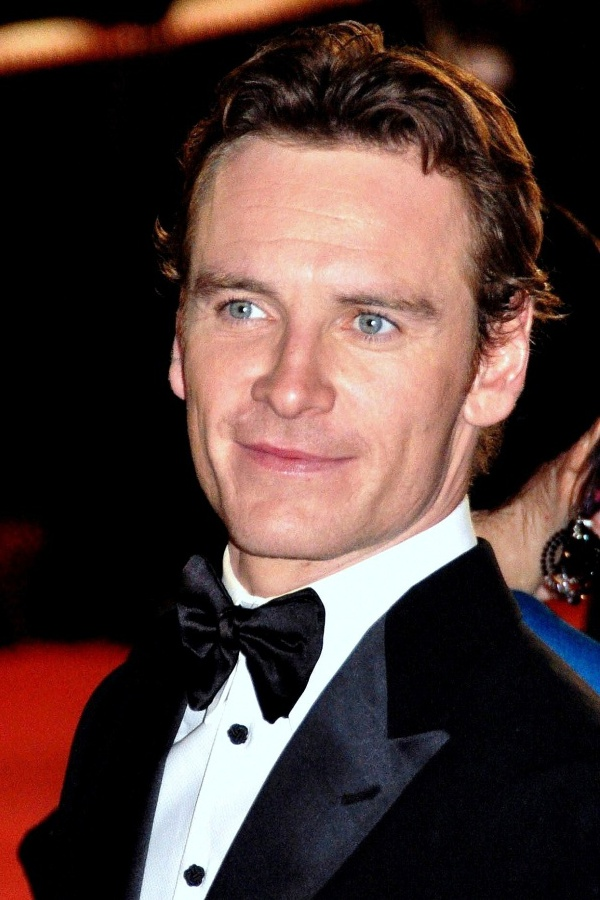
Fassbender a 2009-es cannes-i fesztiválon

Első filmszerepét a 300 (2007) című történelmi akciófilmben kapta, amelyben a fiatal és vakmerő spártai harcost, Sztelioszt alakította.
Steve McQueen Éhség (2008) című életrajzi filmjében – amely a 2008-as cannes-i fesztiválon megnyerte az Arany Kamera díjat – a főszerepet játszotta. Bobby Sandset, az Ír Köztársasági Hadsereg tagját alakította, aki az ír egyesítésért harcolt, majd miután a belfasti Maze fegyházba zárták, nem politikai fogolyként bántak vele. Ezért éhségsztrájkba kezdett 1981-ben, halálra éheztette magát. Ezután még kilenc társa halt bele a sztrájkba. A film utolsó felvonásának felvétele előtt a forgatás tíz hétre leállt, hogy Fassbender le tudjon adni körülbelül 19 kilogrammot, és így hitelesen tudja játszani a haldokló Sandset. A színész Los Angelesbe utazott, és egy lakást bérelt Venice Beach közelében. Ott jógázott, naponta 7 kilométert gyalogolt, és diétázott: csak bogyókat, diót és szardíniát ehetett. Az első öt héten naponta 900 kalóriát evett. Mikor visszatért Belfastba, körülbelül 57 kilogramm volt. A filmben nyújtott alakításáért Brit Független Filmdíjat kapott, illetve Európai Filmdíjra is jelölték. 2Szerepelt még a Gyilkos kilátások (2008) című horrorfilmben Kelly Reilly és Jack O’Connell mellett.
Az Akvárium (2009) című filmdrámában a főszereplő, a 15 éves Mia (Katie Jarvis) anyjának a barátját, Connort alakította. A film BAFTA-díjat kapott mint a legjobb brit film. Szintén 2009-ben Fassbender Archie Hicox hadnagy szerepét játszotta Quentin Tarantino Becstelen brigantyk (2009) című háborús filmjében. A film főszereplői voltak még például Brad Pitt, Christoph Waltz, Eli Roth és Diane Kruger. A filmet nyolc Oscar-díjra jelölték, és ebből egyet meg is nyert. 2009-ben a Brit Film- és Televíziós Akadémia Rising Star Díjra jelölte.

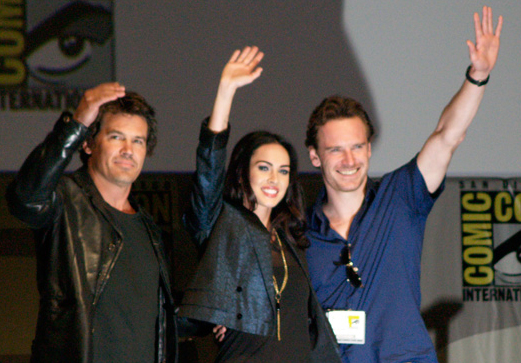
Fassbender (jobbra), Josh Brolin és Megan Fox a 2009-es Comic-Conon (a Jonah Hexet reklámozva)

A kilencedik légió (2010) című akciófilmben a főszereplőt, Quintus Diast alakította. Szintén ebben az évben szerepelt a Jonah Hex című westernfilmben is, többek közt Josh Brolin, John Malkovich és Megan Fox oldalán. A film leginkább negatív kritikákat kapott. 2011-ben Fassbender így nyilatkozott a filmről: „Elég szörnyű volt, ugye? Én nem is láttam.”
2011-ben több sikeres filmben is szerepelt. A Jane Eyre című romantikus filmben Edward Fairfax Rochester szerepét játszotta a címszereplőt alakító Mia Wasikowska oldalán. Az X-Men: Az elsők (2011) című szuperhősfilmben Magneto szerepét alakította. A film az X-Men-trilógia előzményeként szolgál, 1962-ben játszódik. A középpontban Charles Xavier (James McAvoy) és Magneto barátsága, illetve a csapataiknak, az X-Mennek és a Mutánsok Testvériségének az eredete áll.
David Cronenberg Veszélyes vágy (A Dangerous Method) című történelmi filmjében a svájci pszichiátert és pszichológust, Carl Gustav Jungot alakította. A filmben Viggo Mortensen Sigmund Freud szerepét, Keira Knightley Sabina Spielreinét, Vincent Cassel pedig Otto Grossét játszotta. A filmet a 2011-es Velencei Nemzetközi Filmfesztiválon mutatták be. A szégyentelen (2011) című filmdrámában Fassbender ismét Steve McQueen rendezővel dolgozott együtt, és ismét a főszereplőt alakította – egy férfit, aki a szexfüggőségével küzd. Ez a film is a 2011-es Velencei Nemzetközi Filmfesztiválon debütált, ahol Fassbender megnyerte a legjobb férfi színésznek járó Volpi Kupát. Esélyes volt a legjobb férfi főszereplőnek járó Oscar-díjra is, mégsem jelölték rá; több forrás szerint Fassbender teljes meztelensége és a szexuális együttlétek ábrázolása a szavazókat „fantáziálásra, és nem szavazásra inspirálta”. Fassbender a filmben nyújtott alakításáért rengeteg díjat és jelölést kapott: például BAFTA-díjra és Golden Globe-díjra is jelölték.
Szerepelt még Steven Soderbergh A bűn hálójában (2011) című akciófilmjében, majd 2012-ben Ridley Scott Prometheus című sci-fi filmjében formálta meg az android Davidet Charlize Theron és Noomi Rapace mellett.
Fassbender 2012-ben Empire Hero Díjat kapott.

### Jövőbeli tervek
Fassbender harmadszor is együtt dolgozik Steve McQueen rendezővel a Twelve Years a Slave című 2013-as filmben, amelynek főszereplői még Chiwetel Ejiofor és Brad Pitt is. A film Solomon Northup 1853-as ugyanazon című önéletrajzán alapul.
Ridley Scott 2013-as The Counselor című thrillerében – amely Cormac McCarthy forgatókönyve alapján készül – Fassbender a főszereplőt, egy ügyvédet fog alakítani. A filmben Brad Pitt, Javier Bardem, Cameron Diaz és Penélope Cruz is szerepelni fog.
Szintén 2013-ban szerepelni fog Gabriel Byrne, Colin Farrell és Cillian Murphy mellett Brendan Gleeson At Swim-Two-Birds című filmjében, amely Brian O’Nolan azonos című regényén alapul.
Fassbender újra Magnetoként fog feltűnni az X-Men: Az elsők folytatásában, melynek a címe X-Men: Days of Future Past lesz. A forgatás 2013 januárjában fog kezdődni, a film megjelenését pedig 2014. július 18-ára tervezik.
Fassbender a főszereplőt fogja alakítani és producerként is közre fog működni az Assassin's Creed című videójáték-sorozat filmadaptációjában. Desmond Miles, egy csapos szerepét fogja játszani, aki kiváló orgyilkosok leszármazottja.
Szintén az egyik főszereplőt fogja alakítani a The Mountain Between Us című filmben, amely Charles Martin regényén alapul.
Az Irish Myths című filmben egy ír mitológiai alak, Cúchulainn szerepét fogja játszani, aki az ulsteri ciklus nevű legendakör hőse.
Szerepet kapott a Ubisoft által készülő filmben mely a népszerű játéksorozatot az Assassin's Creed-et viszi filmvászonra.

## Magánélete
Fassbender 19 éves kora óta Londonban él, de az amerikai forgatások miatt gyakran tartózkodik Los Angelesben.
Folyékonyan beszél németül, de azt nyilatkozta, hogy a Becstelen brigantyk című filmben játszott szerepéhez fel kellett elevenítenie a nyelvet.
Fassbender párkapcsolatban volt Zoë Kravitz színésznővel, az X-Men: Az elsők egy másik szereplőjével. 2014-től Alicia Vikander partnere, akivel 2017-ben házasodtak össze.

## Filmográfia

### Film
| Év   | Magyar cím                      | Eredeti cím                | Szerep                   | Magyar hang   | Megjegyzés |
| ---- | ------------------------------- | -------------------------- | ------------------------ | ------------- | --- |
| 2007 | 300                             | 300                        | Szteliosz                | Csőre Gábor   | |
| 2007 | Angel                           | Angel                      | Esmé                     | Görög László  | |
| 2008 | Éhség                           | Hunger                     | Bobby Sands              | Seder Gábor   | Brit Független Filmdíj: Legjobb férfi színész Ír Film- és Televízió-díj: Legjobb férfi főszereplő (film) Jelölés—Európai Filmdíj: Legjobb színész Jelölés—Evening Standard Brit Filmdíj: Legjobb férfi színész |
| 2008 | Gyilkos kilátások               | Eden Lake                  | Steve                    | Seder Gábor   | |
| 2009 |                                 | Blood Creek                | Richard Wirth            |               | |
| 2009 |                                 | Man on a Motorcycle        | férfi motorkerékpáron    |               | rövidfilm |
| 2009 | Akvárium                        | Fish Tank                  | Connor                   | Csankó Zoltán | Jelölés—Brit Független Filmdíj: Legjobb férfi mellékszereplő Jelölés—Ír Film- és Televízió-díj: Legjobb férfi mellékszereplő (film) |
| 2009 | Becstelen brigantyk             | Inglourious Basterds       | Archie Hicox hadnagy     | Seder Gábor   | Critics’ Choice Díj: Legjobb szereplők Screen Actors Guild Díj: Legjobb szereplők (film) |
| 2010 | A kilencedik légió              | Centurion                  | Quintus Dias             | Seder Gábor   | |
| 2010 | Jonah Hex                       | Jonah Hex                  | Burke                    | Anger Zsolt   | |
| 2011 |                                 | Pitch Black Heist          | Michael                  |               | rövidfilm vezető producer is |
| 2011 | Jane Eyre                       | Jane Eyre                  | Edward Fairfax Rochester | Viczián Ottó  | Evening Standard Brit Filmdíj: Legjobb férfi színész National Board of Review – Spotlight-díj Sant Jordi-díj: Legjobb külföldi színész |
| 2011 | X-Men: Az elsők                 | X-Men: First Class         | Erik Lensherr / Magneto  | Hujber Ferenc | National Board of Review – Spotlight-díj Sant Jordi-díj: Legjobb külföldi színész |
| 2011 | Veszélyes vágy                  | A Dangerous Method         | Carl Gustav Jung         | Anger Zsolt   | National Board of Review – Spotlight-díj Sant Jordi-díj: Legjobb külföldi színész Jelölés—Genie-díj: Legjobb férfi főszereplő |
| 2011 | A szégyentelen                  | Shame                      | Brandon Sullivan         | Anger Zsolt   | Brit Független Filmdíj: Legjobb férfi színész Evening Standard Brit Filmdíj: Legjobb férfi színész Ír Film- és Televízió-díj: Legjobb férfi színész (film) National Board of Review – Spotlight-díj Velencei Nemzetközi Filmfesztivál – Volpi Kupa: Legjobb férfi színész Jelölés—AACTA Nemzetközi Díj: Legjobb férfi színész Jelölés—BAFTA-díj: Legjobb férfi főszereplő Jelölés—Critics’ Choice Díj: Legjobb férfi színész Jelölés—Európai Filmdíj: Legjobb színész Jelölés—Golden Globe-díj: Legjobb férfi főszereplő (filmdráma) Jelölés—Satellite-díj: Legjobb férfi színész (film)              |
| 2011 | A bűn hálójában                 | Haywire                    | Paul                     | Seder Gábor   | |
| 2012 | Prometheus                      | Prometheus                 | David                    | Viczián Ottó  | Jelölés—Szaturnusz-díj: Legjobb férfi mellékszereplő |
| 2013 | 12 év rabszolgaság              | Twelve Years a Slave       | Edwin Epps               | Kamarás Iván  | AACTA Nemzetközi Díj: Legjobb férfi mellékszereplő Empire-díj: Legjobb férfi mellékszereplő Ír Film- és Televízió-díj: Legjobb férfi mellékszereplő (film) Jelölés—BAFTA-díj: Legjobb férfi mellékszereplő Jelölés—Critics’ Choice Díj: Legjobb férfi mellékszereplő Jelölés—Golden Globe-díj: Legjobb férfi mellékszereplő Jelölés—MTV Filmdíj: Legjobb negatív szereplő Jelölés—Oscar-díj: Legjobb férfi mellékszereplő Jelölés—Satellite-díj: Legjobb férfi mellékszereplő Jelölés—Screen Actors Guild Díj: Legjobb férfi mellékszereplő Jelölés—Screen Actors Guild Díj: Legjobb szereplők (film) |
| 2013 | A jogász                        | The Counselor              | A tanácsadó              | Nagy Ervin    | |
| 2014 | Frank                           | Frank                      | Frank                    | Nagy Ervin    | |
| 2014 | X-Men: Az eljövendő múlt napjai | X-Men: Days of Future Past | Erik Lensherr / Magneto  | Hujber Ferenc | |
| 2015 | Steve Jobs                      | Steve Jobs                 | Steve Jobs               | Fekete Ernő   | Jelölés—Oscar-díj: legjobb férfi főszereplő |
| 2015 | Macbeth                         | Macbeth                    | Macbeth                  | Nagy Ervin    | |
| 2015 |                                 | Slow West                  | Silas Selleck            |               | vezető producer is |
| 2016 |                                 | Trespass Against Us        | Chad Cutler              |               | |
| 2016 | X-Men: Apokalipszis             | X-Men: Apocalypse          | Erik Lensherr / Magneto  | Hujber Ferenc | |
| 2016 | Assassin's Creed                | Assassin's Creed           | Cal Lynch / Aguilar      | Viczián Ottó  | producer is |
| 2016 | Fény az óceán felett            | Light Between Oceans       | Tom Sherbourne           | Fekete Ernő   | |
| 2017 | Daltól dalig                    | Song to Song               | Cook                     | Fekete Ernő   | |
| 2017 | Alien: Covenant                 | Alien: Covenant            | David / Walter           | Viczián Ottó  | |
| 2017 | Hóember                         | The Snowman                | Harry Hole               | Fekete Ernő   | |
| 2019 | X-Men: Sötét Főnix              | X-Men: Dark Phoenix        | Erik Lensherr / Magneto  | Fekete Ernő   | |
| 2023 | A gyilkos                       | The Killer                 | Christian / a gyilkos    | Széles Tamás  | |
| 2023 | A győztes gól                   | Next Goal Wins             | Thomas Rongen            | Fekete Ernő   | |
| 2024 |                                 | Kneecap                    | Arló Ó Cairealláin       |               | |
| 2025 | Fekete táska                    | Black Bag                  | George Woodhouse         | Fekete Ernő   | |

### Televízió
| Év        | Magyar cím                                | Eredeti cím                                            | Szerep                            | Megjegyzés                                                                                |
| --------- | ----------------------------------------- | ------------------------------------------------------ | --------------------------------- | ----------------------------------------------------------------------------------------- |
| 2001      |                                           | Hearts and Bones                                       | Hermann                           | 3 epizód                                                                                  |
| 2001      | Az elit alakulat                          | Band of Brothers                                       | Burton „Pat” Christenson őrmester | minisorozat                                                                               |
| 2002      |                                           | NCS Manhunt                                            | Jack Silver                       |                                                                                           |
| 2002      | Holby Városi Kórház                       | Holby City                                             | Christian Connolly                | 1 epizód                                                                                  |
| 2003      |                                           | Carla                                                  | Rob                               | tévéfilm                                                                                  |
| 2004      | Puskapor, árulás és összeesküvés          | Gunpowder, Treason & Plot                              | Guy Fawkes                        | tévéfilm                                                                                  |
| 2004      |                                           | Julian Fellowes Investigates: A Most Mysterious Murder | Charles Bravo                     | tévéfilm                                                                                  |
| 2004      | Az igazi Micimackó                        | A Bear Named Winnie                                    | Harry Colebourn hadnagy           | tévéfilm                                                                                  |
| 2004      | Sherlock Holmes és a selyemharisnya esete | Sherlock Holmes and the Case of the Silk Stocking      | Charles Allen                     | tévéfilm                                                                                  |
| 2004–2005 | Boszorkák                                 | Hex                                                    | Azazeal                           | 12 epizód                                                                                 |
| 2005      |                                           | William and Mary                                       | Lukasz                            | 1 epizód                                                                                  |
| 2005      | Murphy törvénye                           | Murphy's Law                                           | Caz Miller                        | 5 epizód                                                                                  |
| 2005      |                                           | Our Hidden Lives                                       | német hadifogoly                  | tévéfilm                                                                                  |
| 2006      |                                           | Trial & Retribution                                    | Douglas Nesbitt                   | 1 epizód                                                                                  |
| 2006      | Agatha Christie: Poirot                   | Agatha Christie's Poirot                               | George Abernethie                 | 1 epizód                                                                                  |
| 2007      |                                           | Wedding Belles                                         | Barney                            | tévéfilm                                                                                  |
| 2008      | Az ördög szeretője                        | The Devil's Whore                                      | Thomas Rainsborough               | minisorozat Jelölve – Ír Film- és Televízió-díj: Legjobb férfi mellékszereplő (televízió) |
| 2024-     | Az ügynökség                              | The Agency                                             | Martian                           | főszereplő (minisorozat) vezető producer magyar hangja Viczián Ottó                       |

### Videójáték
| Év   | Cím       | Szerep         |
| ---- | --------- | -------------- |
| 2010 | Fable III | Logan (hangja) |

## Színház
| Év   | Cím                       | Szerep                      | Megjegyzés                                                    |
| ---- | ------------------------- | --------------------------- | ------------------------------------------------------------- |
| 1994 | Fairytales Fairytales 123 | Hamupipőke csúnya nővére    | [ 14 ]                                                        |
| 1995 | Reservoir Dogs            | Mr. Pink                    | rendező is                                                    |
| 1999 | Három nővér               | Alekszej Petrovics Fedotyik | előadta: Oxford Stage Company                                 |
| 2006 | Allegiance                | Michael Collins             | helyszín: Edinburgh-i Alternatív Művésztalálkozó és Fesztivál |